# Kona magtörőpinty
A Kona magtörőpinty (Chloridops kona) a madarak osztályának verébalakúak (Passeriformes) rendjébe és a pintyfélék (Fringillidae) családjába tartozó kihalt faj.

## Előfordulása
A Hawaii-szigetek területén élt. 1894-ben halt ki.

## Megjelenése
15 cm hosszú madár volt.

## Kihalása
Az élőhely elvesztése okozhatta a kihalását.